# 1662
1662 (MDCLXII) var ett normalår som började en söndag i den gregorianska kalendern och ett normalår som började en onsdag i den julianska kalendern.

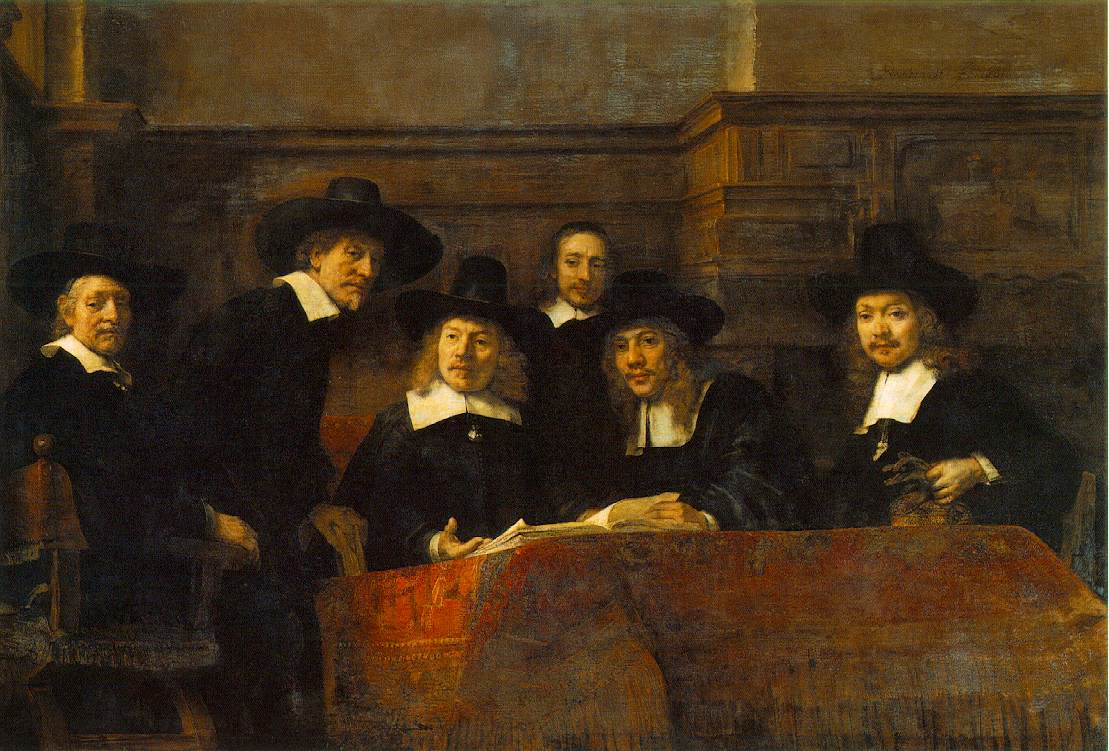
Rembrandts Klädesvävarskråets föreståndare i Amsterdam från 1662

## Händelser

### Februari
- 19 februari – Norge delas in i amt.[1]

### September
- 18 september – Genom Malmö recess får de skånska ständerna säte och stämma i Sveriges riksdag, men den känsliga frågan om skåneadelns privilegier skjuts på framtiden.

### Okänt datum
- Änkedrottning Hedvig Eleonora av Holstein-Gottorp börjar låta uppföra Drottningholms slott efter ritningar av Nicodemus Tessin d.ä.
- Hovsorgen efter Karl X Gustavs död avläggs officiellt och det blir åter tillåtet med musik och dans på slottet.
- Olof Rudbecks anatomiska teater, Theatrum anatomicum, börjar byggas på taket av Gustavianum i Uppsala. Det åttakantiga rummet blir en stor sevärdhet.
- Det så kallade Duellplakatet införs i Sverige, vilket stadgar stränga straff för alla adelsmän, som inger sig i dueller.
- Före detta drottning Kristina återvänder till Rom efter att ha besökt Sverige i samband med Karl X Gustavs bortgång.
- Bondepraktikan ges för första gången ut på svenska.

## Födda
- 28 april – Aurora von Königsmarck, grevinna, älskarinna till August den starke.
- 30 april – Maria II, drottning och regerande drottning av England, Skottland och Irland 1689–1694, samregent och gift med Vilhelm III.
- 3 maj – Matthäus Daniel Pöppelmann, tysk barockarkitekt.

## Avlidna
- 8 april – Birgitte Thott, dansk författare och översättare.
- 7 maj – Lucrezia Orsina Vizzana, italiensk kompositör.
- 19 augusti – Blaise Pascal, fransk fysiker och matematiker.
- 13 oktober – Laurentius Gunnari Banck, svensk rättslärd och publicist.
- 20 december – Axel Lillie, svenskt riksråd och generalguvernör.

### Fotnoter
1. ↑  World Statesmen (läst 3 april 2011)